# عبد الله المقتدي بأمر الله
أمِيرُ اَلْمُؤْمِنِين وَخَلِيفَةُ المُسْلِمِين أبُو القاسِم عَبدُ الله المُقْتَدي بأمر الله بن مُحَمَّد ذخيرةُ الدين بن عَبدُ الله القائم بن أحمَد القادِر بن إسْحاق بن جَعْفَر المُقْتَدِر اَلْعَبَّاسِي اَلْهَاشِمِيِّ اَلْقُرَشِيِّ (448 - 487 هـ / 1056 - 1094 م)، المعرُوف اختصارًا باسم المُقْتَدي أو المُقْتَدي بأمر الله، هو الخليفة السَّابِع والعُشْرُون من خُلفاء بَني العبَّاس.
ولد المُقْتَدي بعد وفاة أبيه بستة أشهر في عام 448 هـ. وبويع له بالخلافة عند موت جده القائم بأمر الله، وعمره تسع عشرة سنة وثلاثة أشهر. وكان دينًا، خيرًا، قوى النفس، عالى الهمة، من نجباء بنى العباس. ومن محاسنه: أنه نفى المغنيات والحواظى ببغداد. وتوفى سنة 487 هـ.
بويع المقتدي بأمر الله عبد الله بن محمد بن القائم بالخلافة، وحضر مؤيد الملك بن نظام الملك، والوزير فخر الدولة بن جهير وابنه عميد الدولة، والشيخ أبو إسحاق، وأبو نصر بن الصباغ، ونقيب النقباء طراد، والنقيب الطاهر المعمر بن محمد، وقاضي القضاة أبو عبد الله الدامغاني، وغيرهم من الأعيان والأماثل، فبايعوه.
تزوج من ابنة ألب أرسلان سنة 464 هـ

## سيرته
ولم يكن للقائم من أعقابه ذكر سواه، فإن الذخيرة أبا العباس محمد بن القائم توفي أيام أبيه، ولم يكن له غيره، فأيقن الناس بانقراض نسله، وانتقال الخلافة من البيت القادري إلى غيره، ولم يشكوا في اختلال الأحوال بعد القائم، لأن من عدا البيت القادري كانوا يخالطون العامة في البلد، ويجرون مجرى السوقة، فلو اضطر الناس إلى خلافة أحدهم لم يكن له ذلك القبول، ولا تلك الهيبة، فقدر الله تعالى أن الذخيرة أبا العباس كان له جارية اسمها أرجوان، وكان يلم بها، فلما توفي ورأت ما نال القائم من المصيبة واستعظمه من انقراض عقبه، ذكرت أنها حامل، فتعلقت النفوس بذلك، فولدت بعد موت سيدها بستة أشهر المقتدي، فاشتد فرح القائم، وعظم سروره، وبالغ في الإشفاق عليه والمحبة له.
فلما كانت حادثة البساسيري كان للمقتدي قريب أربع سنين، فأخفاه أهله، وحمله أبو الغنائم بن المحلبان إلى حران، ولما عاد القائم إلى بغداد أعيد المقتدي إليه. فلما بلغ الحلم جعله ولي عهد، ولما ولي الخلافة أقر فخر الدولة بن جهير على وزارته بوصية من القائم بذلك، وسير عميد الدولة بن فخر الدولة بن جهير إلى السلطان ملكشاه لأخذ البيعة، وكان مسيره في شهر رمضان، وأرسل معه من أنواع الهدايا ما يجل عن الوصف.

## أحداث مهمة حدثت في زمنه
- في سنة 467هـ من خلافته أعيدت الخطبة للعبيدي بمكة وفيها جمع نظام الملك المنجمين وجعلوا النيروز أول نقطة من الحمل وكان قبل ذلك عند حلول الشمس نصف الحوت وصار ما فعله النظام مبدأ التقاويم.
- في سنة 468هـ خطب للمقتدي بدمشق وأبطل الأذان بحي على خير العمل وفرح الناس بذلك.
- في سنة 469هـ قدم بغداد أبو نصر بن الأستاذ أبي القاسم القشيري حاجاً فوعظ بالنظامية وجرى له فتنة كبيرة مع الحنابلة لأنه تكلم على مذهب الأشعري وحط عليهم وكثر أتباعه والمتعصبون له فهاجت فتن وقتلت جماعة. وعزل فخر الدولة بن جهير من وزارة المقتدي لكونه شذ عن الحنابلة.
- في سنة 475هـ بعث الخليفة الشيخ أبا إسحاق الشيرازي رسولا إلى السلطان يتضمن الشكوى من العميد أبي الفتح بن أبي الليث عميد العراق.
- في سنة 476هـ رخصت الأسعار بسائر البلاد وارتفع الغلاء. وفيها ولى الخليفة أبا الشجاع محمد بن الحسين الوزارة ولقبه ظهير الدين وأظن ذلك أول حدوث التلقيب بالإضافة إلى الدين.
- في سنة 477هـ سار سليمان بن قتلمش السلجوقي صاحب قونية وأقصراء بجيوشه إلى الشام فأخذ إنطاكية وكانت بيد الروم من سنة 358هـ وأرسل إلى السلطان ملكشاه يبشره قال الذهبي: وآل سلجوق هم ملوك بلاد الروم وقد امتدت أيامهم وبقي منهم بقية إلى زمن الملك الظاهر بيبرس.
- في سنة 478هـ جاءت ريح سوداء ببغداد بعد العشاء واشتد الرعد والبرق وسقط الرمل وتراب كالمطر ووقعت عدة صواعق في كثير من البلاد فظن الناس أنها القيامة وبقيت ثلاث ساعات بعد العصر وقد شاهد هذه الكائنة الإمام أبو بكر الطرطوشي وأوردها في أماليه.
- في سنة 479هـ أرسل يوسف بن تاشفين صاحب سبتة ومراكش إلى المقتدي يطلب أن يسلطنه وأن يقلده ما بيده من البلاد فبعث إليه الخلع والأعلام والتقليد ولقبه بأمير المسلمين ففرح بذلك وسر به فقهاء المغرب وهو الذي أنشأ مدينة مراكش. وفيها دخل السلطان ملكشاه بغداد في ذي الحجة وهو أول من دخوله إليها فنزل بدار المملكة ولعب بالكرة وقد تقاوم الخليفة ثم رجع إلى أصبهان. وفيها قطعت خطبة العبيدي بالحرمين وخطب للمقتدي.
- في سنة 481هـ مات ملك غزنة المؤيد إبراهيم بن مسعود بن محمود بن سبكتين وقام مقامه ابنه جلال الدين مسعود.
- في سنة 483هـ عملت ببغداد مدرسة لتاج الملك مستوفي الدولة بباب أبرز ودرس بها أبو بكر الشاشي.
- في سنة 484هـ استولت الفرنج على جميع جزيرة صقلية وهي أول ما فتحها المسلمون بعد المائتين وحكم عليها آل الأغلب دهراً إلى أن استولى العبيدي المهدي على المغرب. وفيها قدم السلطان ملكشاه بغداد وأمر بعمل جامع كبير بها وعمل الأمراء حوله دوراً ينزلونها ثم رجع إلى أصبهان.

## تدهور العلاقة بين ملكشاه والمقتدي
أخذت علاقة الخليفة بالسلطان تسوء شيئاً فشيئاً، وكانت البداية تعود إلى سوء التفاهم بين المقتدي وزوجته خاتون ابنة السلطان ملكشاه سنة 721هـ، وقد تطور هذا الخلاف وانكشف أمره عندما أخبرت خاتون أباها بالأمر وشكت إعراض المقتدي عنها، وعلى الفور أرسل السلطان إلى الخليفة يطلب ابنته التي توجهت إلى بيت أبيها في أصبهان بموكب يليق بها مع ابنها ،وما كادت تستريح في بيت والدها حتى فارقت الحياة في السنة نفسها، وبدأ السلطان ملكشاه يخطط إلى الانتقام من الخليفة عندما تسنح الفرصة. وفي سنة 727هـ دخل السلطان مدينة بغداد ومكث في دار المملكة حتى يكون على مقربة من المقتدي، وبدأ نفوذ الخليفة يتقلص أكثر فأكثر، حتى لم يعد له من الأمر إلا إلاسم، ولا يتعدى حكم بابه و لا يتجاوزه.
وفي سنة 485هـ عاد السلطان ملكشاه إلى بغداد عازماً على الشر وأرسل إلى الخليفة يقول: لا بد أن تترك لي بغداد وتذهب إلى أي بلد شئت فانزعج الخليفة وقال: أمهلني ولو شهراً قال: ولا ساعة واحدة فأرسل الخليفة إلى وزير السلطان يطلب المهلة إلى عشرة أيام فاتفق مرض السلطان ومات وعد ذلك كرامة للخليفة وقيل: إن الخليفة جعل يصوم فإذا أفطر جلس على الرماد ودعا على ملكشاه فاستجاب الله دعاءه ولما مات كتمت زوجته تركان خاتون موته وأرسلت إلى الأمراء سراً فاستحلفتهم لولده محمود وهو ابن خمس سنين فحلفوا له وأرسلت إلى المقتدي في أن يسلطنه فأجاب ولقبه ناصر الدنيا والدين.

## وفاته
في المحرم سنة 487هـ خرج على الخليفة أخو محمود بن ملكشاه بركياروق بن ملكشاه فقلده الخليفة ولقبه ركن الدين وعلم الخليفة على تقليده ثم مات الخليفة من الغد فجأة فقيل: إن جاريته شمس النهار سمته وبويع لولده المستظهر.

## مات في زمنه
- عبد القاهر الجرجاني
- أبو إسحاق الشيرازي
- ابن الصباغ الشافعي (صاحب الشامل في الفقه)